# Alchemilla glaucescens
Alchemilla glaucescens é uma espécie de rosácea do gênero Alchemilla, pertencente à família Rosaceae.